# Wilhelm Schmidkoff
Wilhelm Karol August von Schmidkoff (także Szmidkoff lub Szmidkow, działał w latach 1832–1848) – niemiecki śpiewak operowy (tenor), dyrektor teatru w Wilnie w sez. 1837/1838.

## Wczesne lata
Urodził się w niemieckiej rodzinie na Śląsku. Przed rozpoczęciem kariery teatralnej ukończył korpus kadecki w Berlinie w randze oficera.

## Kariera teatralna
W 1832 należał do zespołu teatru niemieckiego w Poznaniu (jako śpiewak i jako administrator). W kolejnych latach występował w Warszawie, Wiedniu i Dreznie. W latach 1835–1842 był związany się z teatrem wileńskim. Początkowo śpiewał w języku niemieckim, a gdy nauczył się języka polskiego występował w zespole polskim teatru wileńskiego. Wystąpił m.in. w partiach: Antoniego (Antoni i Antosia), Fra Diavolo (Fra Diavolo) i Zampy (Zampa) (sez. 1835/1836).

## Zarządzanie zespołami teatralnymi
W lecie 1836 r. zorganizował niemiecki zespół operowy, z którym występował m.in. w Lipawie, a następnie (sez. 1836/1837) dawał przedstawienia w Wilnie. W 1837 r. W objął ogólną dyrekcję teatru wileńskiego. Za jego dyrekcji wystawiane były dramaty i komedie w języku polskim oraz opery w języku polskim i niemieckim. W lecie 1838 zrzekł się dyrekcji teatru, pozostając w zespole jako śpiewak. W latach 1843–184 prowadził polsko-niemiecki teatr operowy, z którym występował m.in. w Grodnie, Kijowie, Mińsku, Nowogródku, Kobryniu, Druskiennikach, Kamieńcu Podolskim, Charkowie, Żytomierzu i Mohylowie.

## Życie prywatne
Poślubił nieznaną z imienia tancerkę teatralną. Ich dzieci również związane były zawodowo z teatrem i muzyką: Ewa Schmidkoff (zamężna Kiniewicz) była śpiewaczką operową, Łucja Schmidkoff była tancerką aktorką dramatyczną, a Maksymilian Schmidkoff był tancerzem i skrzypkiem, a także pisał drobne utwory muzyczne.